# Dorothy Revier
Dorothy Revier (ur. 18 kwietnia 1904, zm. 19 listopada 1993) – amerykańska aktorka filmowa.

## Filmografia
- 1929: Żelazna maska